# Capu Piscului (Godeni), Argeș
Capu Piscului este un sat în comuna Godeni din județul Argeș, Muntenia, România.